# Boșcana
Boșcana è un comune della Moldavia situato nel distretto di Criuleni di 3.380 abitanti al censimento del 2004

## Località
Il comune è formato dall'insieme delle seguenti località: (popolazione 2004)
- Boșcana (2.729 abitanti)
- Mărdăreuca (651 abitanti)